# Беликов, Пётр Васильевич
Пётр Васильевич Беликов (1916—1984) — майор Советской Армии, участник Великой Отечественной войны, Герой Советского Союза (1942).

## Биография
Пётр Беликов родился 22 февраля 1916 года в селе Орехово (ныне — Антрацитовский район Луганской области Украины). Окончил начальную школу и рабфак. В 1938 году был призван на службу в Рабоче-крестьянскую Красную Армию. В 1940 году Беликов окончил авиационное училище в Мелитополе. С июня 1941 года — на фронтах Великой Отечественной войны. К январю 1942 года старший лейтенант Пётр Беликов был стрелком-бомбардиром авиазвена 240-й разведывательной авиаэскадрильи Северо-Западного фронта. К январю 1942 года он совершил 119 успешных боевых вылетов, в ходе которых производил бомбардировку, разведку и аэрофотосъёмку вражеских войск и военных объектов.
Указом Президиума Верховного Совета СССР «О присвоении звания Героя Советского Союза начальствующему составу Красной Армии» от 21 июля 1942 года за «образцовое выполнение боевых заданий командования на фронте борьбы с немецкими захватчиками и проявленные при этом отвагу и геройство» старший лейтенант Пётр Беликов был удостоен высокого звания Героя Советского Союза с вручением ордена Ленина и медали «Золотая Звезда» за номером 704.
В 1943 году вступил в ВКП(б). В 1946 году в звании майора Беликов был уволен в запас. Окончил Латвийский государственный университет, после чего жил и работал в Риге. Умер 15 марта 1984 года.
Был награждён двумя орденами Ленина и Отечественной войны 1-й степени, а также рядом медалей.